# Dipendenza da anfetamine
La dipendenza da anfetamine si riferisce ad uno stato di dipendenza psicologica per un farmaco della classe delle anfetamine. Negli individui con disturbo da uso di sostanze (uso problematico o abuso), la psicoterapia è attualmente la migliore opzione di trattamento, poiché nessun trattamento farmacologico è stato approvato. La tolleranza si sviluppa con il consumo regolare di anfetamine. Quando si abusa di sostanze sostituti delle anfetamine, la tolleranza al farmaco si sviluppa rapidamente.
Una sospensione associata alla dipendenza ricreativa da anfetamine può essere molto difficile da gestire. L'uso prolungato di alcuni sostituti delle anfetamine, in particolare la metanfetamina, può ridurre l'attività della dopamina nel cervello. Gli psicostimolanti che aumentano la dopamina e imitano gli effetti dei sostituti delle anfetamine, ma con un abuso minore, potrebbero teoricamente essere utilizzate come terapia sostitutiva nella dipendenza da anfetamine. Tuttavia, i pochi studi che hanno usato anfetamine, bupropione, metilfenidato e modafinil come terapia sostitutiva non hanno comportato un minor uso di metanfetamine o del desiderio.
Nel 2013, l'overdose di anfetamina, metanfetamina e altri composti implicati nel disturbo da uso di anfetamine ha provocato una stima di 3 788 morti in tutto il mondo (3 425-4 145, con il 95% di confidenza).